# 耿定向
耿 定向（こう ていこう、1524年 - 1597年）は、中国明代の官僚・学者。字は在倫、号は楚侗。黄州府黄安県の出身。弟の耿定理・耿定力と合わせて天台三耿と呼ぶ。弟子は焦竑・管志道。

## 生涯
1556年（嘉靖35年）に進士及第した。
御史に任命された際には、吏部尚書であった呉鵬の婿の董份の六大罪を数えて弾劾している。1562年（嘉靖41年）に黄安県の設置を上奏、その後南京に移り督理学政となる。1567年（隆慶元年）には大理寺右丞に任じられている。
高拱による専横が行われた際には左遷させられ横州判官、後に衡州府推官とされる。万暦年間には福建巡撫に昇進、その後戸部尚書に至った。官職を辞した後は天台山に書院を設け居住したため「天台先生」と称された。
耿氏兄弟は李卓吾と交際があり、『焚書』には李卓吾に宛てた書簡が収められている。ただし、耿定向や弟子の管志道は朱子学のみならず、李卓吾らの泰州学派に対する批判者であったとする指摘もある。

## 著作
- 『冰玉堂語録』
- 『天台文集』20巻
- 『碩輔宝鑑要覧』